# Rhinolophus subrufus
Rhinolophus subrufus är en fladdermusart som beskrevs av K. Andersen 1905. Rhinolophus subrufus ingår i släktet Rhinolophus och familjen hästskonäsor. Inga underarter finns listade i Catalogue of Life. Wilson & Reeder (2005) skiljer mellan två underarter.

## Utseende
Denna fladdermus blir med svans 82 till 92 mm lång, svanslängden är 22 till 29 mm och vikten varierar mellan 12 och 19 g. Djuret har 53 till 57 mm långa underarmar, bakfötter med 12 till 13 mm längd och 24 till 27 mm stora öron. Den litte ulliga pälsen på ovansidan är rödbrun och undersidan är ljusare i samma färg. Hudflikarna på näsan (bladet) består av en bred hästskoformig grundform och en trekantig uppsats. Den liknande Rhinolophus inops saknar ullig päls och hos Rhinolophus philippinensis är öronen tydlig större.

## Utbredning och ekologi
Arten förekommer med flera från varandra skilda populationer i Filippinerna. Den lever i låglandet och i bergstrakter upp till 1000 meter över havet. Rhinolophus subrufus hittades bland annat i grottor vad som antas vara fladdermusens viloplatser. Största delen av utbredningsområdet är täckt av tropisk skog. Arten delar reviret med Rhinolophus philippinensis och Rhinolophus rufus.

## Hot
Rhinolophus subrufus är mycket sällsynt och därför kan inte bedömas hur skogsröjningar och gruvdrift påverkar populationen. IUCN kategoriserar arten globalt som otillräckligt studerad.